# أوربان الثاني
البابا أوربان الثاني (1042م - 29 يوليو 1099م)، ولد باسم أوتو اللاجيري، وكان بابا الفاتيكان من عام 1088م إلى 29 يوليو 1099م. أشعل شرارة الحملات الصليبية بإطلاقه الحملة الصليبية الأولى (1095م–1099م)، حيث التقى أقوى أمراء فرنسا وخطب فيهم محرضا على المسلمين بالشرق ومُعلنا إطلاق الحروب الصليبية «لتحرير الكنائس المسيحية في الشرق وفي الأرض المقدسة من الكفرة والوثنيين» دون أن يذكر اسم المسلمين، زاعما المساس بقبر يسوع المسيح.
تُعتبر دعوة البابا أوربان الثاني للحروب الصليبية هي بداية انطلاق الدولة الدينية في أعتى صورها، كما أنها كانت البداية لظهور ما يسمى بصكوك الغفران.

## حياته

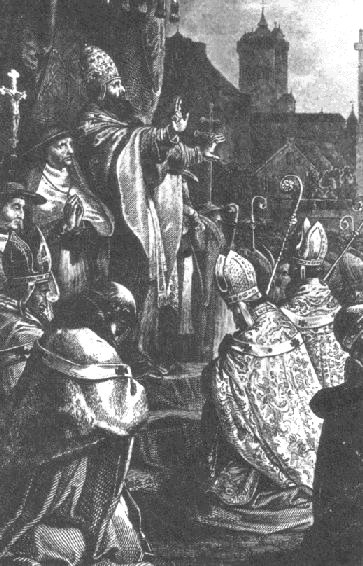
البابا أوربان الثاني يكرز بالحملة الصليبية الأولى في مجلس كليرمونت.

كان البابا أوربان من مواليد فرنسا، وكان سليل عائلة نبيلة من بلدية «شاتيُّون سور مارن» (بالفرنسية: Châtillon-sur-Marne) الفرنسية. بدأ دراسته في مدرسة «رام» (بالفرنسية: Reims) الكاتدرائية القريبة منه عام 1050م.
كان أوربان رجلاً ذكيًّا سياسيًّا لبقًا، وكان خطيبًا مفوَّهًا، وكان أيضًا جريئًا حاسمًا، وكان مطلعًا على أحوال العالم المعاصر له.
تولّى الكرسي البابوي مدة أحد عشرة سنة، وذلك من سنة (480هـ) 1088م إلى سنة (492هـ) 1099م، وكان هو الآخذ لقرار الحروب الصليبية على المشرق الإسلامي.
اشتهر بأنه صاحب الحملة الصليبية الأولى في التاريخ مدفوعًا بِأطماعه الدينيَّة والسياسيَّة، إذ أنه في مجمعٍ كنسيٍّ عُقد في مدينة كليرمونت بكنيستها سنة 1095م، ألقى عظةً حثَّ فيها أوروپَّا الكاثوليكيَّة على الحرب لِتخليص القبر المُقدَّس من المُسلمين، ووعد المُحاربين بِأن تكون رحلتهم إلى المشرق بِمثابة غُفرانٍ كاملٍ لِذُنُوبهم، كما وعدهم بِهدنةٍ عامَّةٍ تحمي بُيُوتهم خلال غيبتهم.
ذكره مايكل هارت في كتابه الخالدون المئة وجعله في المركز الخمسين في قائمة الأشخاص الأكثر تأثيرا.

## تطويبه
طَوَّبَهُ البابا ليون الثالث عشر في 14 يوليو 1881م.

## روابط خارجية
- أوربان الثاني على موقع الموسوعة البريطانية (الإنجليزية)
- أوربان الثاني على موقع إن إن دي بي (الإنجليزية)